# هنري موريس (لاعب كرة قدم)
هنري موريس (بالإنجليزية: Henry Morris)‏ (17 ديسمبر 1919 بدندي في المملكة المتحدة - 13 مارس 1993 بكيركالدي في المملكة المتحدة) هو لاعب كرة قدم بريطاني (وحمل سابقاً جنسية المملكة المتحدة لبريطانيا العظمى وأيرلندا) في مركز الهجوم. شارك مع منتخب اسكتلندا لكرة القدم. أما مع النوادي، فقد لعب مع بورتاداون ودندي يونايتد ونادي إيست فيف وDundee Violet F.C. ‏.

## وصلات خارجية
- هنري موريس على موقع الاتحاد الإسكتلندي (الإنجليزية)
- هنري موريس على موقع قاعدة بيانات كرة القدم.إي يو (الإنجليزية)